# 마원지
마원지(馬元贄, ? ~ ?)는 당나라 후기의 환관으로, 선종을 황제로 옹립하였다. 무종 때인 회창 4년(847년)에 소의군(昭義軍)을 세습 통치해 오던 군벌 유진의 반란에 호응하여 하동도에서 쿠데타를 일으킨 반란군을 설득하기 위해 조정에서 태원으로 파견한 환관 마원실(馬元實, 《구당서》에서는 마원관(馬元貫))과는 이름이 다른 동일인물인지 또는 항렬이 같은 친척 관계 및 별개의 인물인지 등의 여부는 알 수 없다.

## 배경
마원지는 당 선종을 황제로 옹립한 고위급 환관이었음에도 불구하고, 가세(家世) 및 언제 어떻게 환관이 되었는지 등등에 관해서는 전혀 알려진 바가 없다. 당나라의 정사인 《구당서》와《신당서》에는 유명한 환관들의 열전들이 모두 있으나, 마원지의 열전은 없다.

## 행적
당 문종 대화 9년(835년) 말, 문종은 환관들의 제거를 시도하였으나(감로의 변), 실패하였다. 환관들은 현직 재상들을 포함한 조정의 여러 신료들을 도살하고 자기 자신들 멋대로 임명하였다. 같은해 11월 24일(835년 12월 17일), 당시 합문사(閤門使)로 있던 마원지는 좌(左)산기상시 장중방(張仲方)을 경조윤에 제수한다고 선포하였다. 그 다음날인 11월 25일(835년 12월 18일), 중서성과 문하성의 관료들이 조정으로 들어왔으나, 선정전(宣政殿)의 대문이 아직 열려 있지 않았고 접견하는 관리들도 없어 이리저리 조당에 서서 머뭇거리고 있었다. 이때 합문사 마원지는 선정전 대문을 비스듬히 열고 나와서 좌산기상시 장중방을 불러오라는 칙명이 내려졌다고 전하였다. 이에 장중방이 일행들 속에서 나오자, 마원지는 그에게 그를 경조윤으로의 임명을 승인한다는 칙명이 내려졌다고 전하였다.(하지만 이때 장중방은 완전한 경조윤이 아닌 권지(權知, 임시)경조윤에 임명되었다.)
당 무종 회창 6년(846년), 무종은 병세가 위독해져 있었다. 그 해 3월 21일(846년 4월 20일), 좌신책군(左神策軍) 호군중위(護軍中尉) 마원지는 무종의 삼촌인 광왕(光王) 이이(李怡)를 황태숙(皇太叔)으로 세우고 그에게 군국(軍國)의 정사를 관장하게 하였다. 그 다음날인 3월 22일(846년 4월 21일), 무종은 죽었고, 황태숙 이침(李忱, 이이에서 개명)이 황제가 되었다(당 선종).
선종은 자신이 황제의 자리에 오를 수 있었던 것은 마원지의 공로가 컸다고 생각하고 있었다. 그리하여 선종은 수많은 여러 환관들 중에서도 마원지를 가장 각별히 신임하였다. 이 무렵, 마원지는 좌신책군 호군중위로 계속 있으면서 재상 마식과 가깝게 지내기 시작하였고, 급기야는 동성동본을 기반으로 한 종친 관계를 맺기까지에 이르렀다. 대중 4년(850년)의 어느 날(구체적인 일자는 미상), 선종은 마원지에게 통천서대(通天犀帶)라는 보석이 박힌 허리띠를 하사하였고, 마원지는 마식에게 그것을 주었다. 그 해 4월 1일(850년 5월 16일), 마식이 그 허리띠를 차고 조회에 나갔는데, 그것을 알아본 선종은 즉시 그를 추궁하였다. 마식은 안색이 변하여 감히 속이고 숨길 엄두를 내지 못했고, 그가 마원지와 가깝게 지내고 있다는 것을 언짢게 여긴 선종은 그 다음날인 그 해 4월 2일(850년 5월 17일), 마식을 재상의 직위에서 파면시키고, 그를 천평군(天平軍)절도사·검교(檢校)예부상서로 보직 이동시켰다. 마식이 좌천된 후, 선종은 마식의 심복 관리인 동모(董侔)를 체포하여 어사대로 내려보내 국문하게 하였다. 동모가 마식과 마원지가 결탁한 상황을 전부 자세히 털어놓자, 선종은 또다시 마식을 상주자사로 좌천, 강등시켜 버렸다. 그러나 정작 이 사건의 당사자였던 마원지 본인에게 어떠한 처분이 내려졌는지는 기록에 전혀 언급되어 있지 않아 알 수 없다.
마원지는 이 기록을 끝으로 더 이상 정사에 등장하지 않는다. 이후의 행적은 미상이다.

### 참조주
1. ↑  《신당서》, 권180.
2. ↑  《자치통감》, 권247.
3. ↑  호삼성 음주(音注)  《자치통감》, 권247.
4. ↑  《구당서》, 권174.
5. ↑  《구당서》, 권184.
6. ↑  《신당서》, 권207.
7. ↑  《신당서》, 권208.
8. 1 2 3  《자치통감》, 권245.
9. 1 2 3 4 5 6  중앙연구원 음양력 변환기
10. 1 2 3  호삼성 음주(音注)  《자치통감》, 권245.
11. ↑   사마광, 《자치통감고이(資治通鑑攷異》, 권21. 광아서국(廣雅書局), 1893년, p.4.
12. ↑  《구당서》, 권171.
13. ↑  《신당서》, 권008.
14. ↑  《자치통감》, 권248.
15. ↑  호삼성 음주(音注)  《자치통감》, 권248.
16. ↑  《자치통감》, 권249.
17. ↑  호삼성 음주(音注)  《자치통감》, 권249.